# Sōshaban
Un sōshaban (奏者番, mais aussi sōjaban) est un fonctionnaire du shogunat Tokugawa de l'époque d'Edo. Ce titre japonais est conventionnellement traduit par « maître des cérémonies ».
Créé en 1632, ce titre du bakufu désigne un officiel choisi parmi les rangs des daimyōs dont la responsabilité est de présenter officiellement les hatamoto et autres daimyōs au shogun durant les audiences, de lire à haute voix la liste des cadeaux reçus par le shogun des différents domaines féodaux au cours du Nouvel An et autres cérémonies et, en général, de régler les détails de ces cérémonies. Le titre est initialement attribué à deux daimyōs, mais ce nombre est ensuite porté à un maximum de vingt-quatre, qui exercent leurs fonctions à tour de rôle. Les sōshaban sont également responsables de l'organisation de la garde du château d'Edo pendant la nuit. Après 1658, les quatre jisha-bugyō sont choisis dans les rangs des sōshaban qui continuent à porter leur titre original en même temps. Le titre est également restreint aux rangs des fudai daimyo. Le titre de sōshaban est supprimé en 1862.

## Source de la traduction
- (en) Cet article est partiellement ou en totalité issu de l’article de Wikipédia en anglais intitulé « Sōshaban » (voir la liste des auteurs).